# Switch (singolo)
Switch è un singolo del rapper statunitense Will Smith, pubblicato il 15 febbraio 2005 come primo estratto dal quarto album in studio Lost and Found.

## Tracce
CD-Single
1. Switch – 3:17
2. Switch (Main RnB Remix) – 3:46

CD-Maxi
1. Switch – 3:17
2. Switch (Main RnB Remix) (feat. Robin Thicke) – 3:46
3. Switch (Instrumental RnB Remix) – 3:48
4. Video